# Liste der denkmalgeschützten Objekte in Mariapfarr
Die Liste der denkmalgeschützten Objekte in Mariapfarr enthält die 12 denkmalgeschützten, unbeweglichen Objekte der Salzburger Gemeinde Mariapfarr im Salzburger Bezirk Tamsweg.

## Denkmäler
| Foto |                 | Denkmal | Standort                                              | Beschreibung | Metadaten |
| ---- | --------------- | --- | ----------------------------------------------------- | --- | --- |
| ja   | Datei hochladen | Kath. Filialkirche hl. Laurentius HERIS-ID: 27403 Objekt-ID: 23930                                            | Althofen Standort KG: Mariapfarr                      | Die Filialkirche steht, vom Friedhof umgeben, am Talboden südwestlich unter dem Ort Mariapfarr am Standort der Lungauer Urpfarre (das teilweise genannte Gründungsjahr 754 beruht wohl auf einer Verwechslung mit Althofen in Kärnten). Der barocke Zentralbau wurde im Jahr 1744 neu errichtet und 1759 geweiht. Er ist in der Längsachse leicht gestreckt und trägt einen Dachreiter mit Zwiebelhelm. Der mit 1748 bezeichnete Hochaltar füllt den Altarraum im Kircheninneren komplett aus. | BDA-Hist.: Q37911083 Status: § 2a Stand der BDA-Liste: 2025-06-30 Name: Kath. Filialkirche hl. Laurentius GstNr.: 2235 Filialkirche hl. Laurentius, Althofen                                         |
| ja   | Datei hochladen | Pfarrhof HERIS-ID: 27398 Objekt-ID: 23925                                                                     | Joseph Mohr Platz 1 Standort KG: Mariapfarr           | Vorgängerbau war eine Burg. Heutzutage als Museum und Pfarrhof genutzt. 1816 schrieb in ihm Joseph Mohr den Text des weltberühmten Liedes Stille Nacht, heilige Nacht. | BDA-Hist.: Q15790347 Status: § 2a Stand der BDA-Liste: 2025-06-30 Name: Pfarrhof GstNr.: .1 Pfarrhof Mariapfarr                                                                                      |
| ja   | Datei hochladen | Ansitz Niederrain HERIS-ID: 27401 Objekt-ID: 23928                                                            | Niederrain 38 Standort KG: Mariapfarr                 | Ein einfacher kubischer Bau aus dem 16. Jahrhundert (spätgotisch) mit annähernd rechteckigen Grundriss, zwei Geschoßen und fünf Fensterachsen. | BDA-Hist.: Q15632059 Status: Bescheid Stand der BDA-Liste: 2025-06-30 Name: Ansitz Niederrain GstNr.: 1775/1                                                                                         |
| ja   | Datei hochladen | Rathaus/Gemeindeamt HERIS-ID: 27396 Objekt-ID: 23923                                                          | Pfarrstraße 7 Standort KG: Mariapfarr                 | Das Gemeindeamt am östlichen Ortsrand ist ein zweigeschoßiger Bau aus der Zeit um 1900 mit einem Dreieckgiebel. | BDA-Hist.: Q37910971 Status: § 2a Stand der BDA-Liste: 2025-06-30 Name: Rathaus/Gemeindeamt GstNr.: .14                                                                                              |
| ja   | Datei hochladen | Volksschule HERIS-ID: 27542 Objekt-ID: 24069                                                                  | Schuldirektor Noggler-Weg 121 Standort KG: Mariapfarr | Die Volksschule wurde 1930 nach den Plänen des Architekten Paul Geppert der Ältere vom Baumeister Josef Feichter und Baumeister Viktor Essl erbaut. | BDA-Hist.: Q37911974 Status: § 2a Stand der BDA-Liste: 2025-06-30 Name: Volksschule GstNr.: .267 |
| ja   | Datei hochladen | Kath. Pfarrkirche Unsere Liebe Frau Mariä Himmelfahrt HERIS-ID: 27399 Objekt-ID: 23926                        | Standort KG: Mariapfarr                               | Die Pfarrkirche steht von einer hohen Friedhofsmauer umgeben in der Ortsmitte und ist ein großer gotischer Bau mit romanischem Kern. Das basilikale dreischiffige Langhaus ist spätgotisch, der eingezogene Chor stammt aus der Mitte des 14. Jahrhunderts. Der massive romanische Chorturm wurde nach einem Brand 1854 in gotisierendem Stil wieder errichtet. Im Turm sind noch Fragmente der spätromanischen Ausmalung der Zeit um 1220, im Chor Malereien aus der Zeit um 1360 erhalten. In den neugotischen Hochaltar sind Teile eines spätgotischen Flügelaltars integriert. Die Seitenaltäre und die Kanzel stammen aus der Barockzeit. | BDA-Hist.: Q37911015 Status: § 2a Stand der BDA-Liste: 2025-06-30 Name: Kath. Pfarrkirche Unsere Liebe Frau Mariä Himmelfahrt GstNr.: .2 Pfarrkirche Unsere Liebe Frau Mariä Himmelfahrt, Mariapfarr |
| ja   | Datei hochladen | Friedhofskapelle HERIS-ID: 27397 Objekt-ID: 23924                                                             | Standort KG: Mariapfarr                               | Die Friedhofskapelle mit gotisierendem Portal und Dachreiter wurde 1861 erbaut. | BDA-Hist.: Q37910989 Status: § 2a Stand der BDA-Liste: 2025-06-30 Name: Friedhofskapelle GstNr.: .7 Cemetery chapel, Mariapfarr                                                                      |
| ja   | Datei hochladen | Ruine des Ansitzes Gröbendorf HERIS-ID: 27393 Objekt-ID: 23917                                                | bei Gröbendorf 21 Standort KG: Pichl                  | Urkundlich erstmals 1074 genannt. | BDA-Hist.: Q15791999 Status: Bescheid Stand der BDA-Liste: 2025-06-30 Name: Ruine des Ansitzes Gröbendorf GstNr.: .153 Ansitz Gröbendorf                                                             |
| ja   | Datei hochladen | Burgruine beim Suppangut HERIS-ID: 27534 Objekt-ID: 24061seit 2012                                            | Pichl 10 Standort KG: Pichl                           | Pichl war ein für die Zeit typischer quadratischer Wohn- und Wehrturm. Erhalten ist eine teilweise viergeschoßige Mauer aus Schichtmauerwerk. | BDA-Hist.: Q15713738 Status: Bescheid Stand der BDA-Liste: 2025-06-30 Name: Burgruine beim Suppangut GstNr.: 1356 Burgruine Pichl                                                                    |
| ja   | Datei hochladen | Aufnahmsgebäude Mariapfarr mit angebautem Gütermagazin und Toilettenhäuschen HERIS-ID: 27532 Objekt-ID: 24059 | Stranach 4 Standort KG: Pichl                         | | BDA-Hist.: Q37911928 Status: Bescheid Stand der BDA-Liste: 2025-06-30 Name: Aufnahmsgebäude Mariapfarr mit angebautem Gütermagazin und Toilettenhäuschen GstNr.: 1275 Bahnhof Mariapfarr             |
| ja   | Datei hochladen | Schargl-Keusche HERIS-ID: 27394 Objekt-ID: 23918                                                              | Stranach 29 Standort KG: Pichl                        | Die einfache eingeschoßige Keusche steht nördlich der Ortschaft Stranach und wurde zum Teil in Blockbauweise errichtet. | BDA-Hist.: Q37910928 Status: Bescheid Stand der BDA-Liste: 2025-06-30 Name: Schargl-Keusche GstNr.: 1291 Schargl-Keusche Stranach                                                                    |
| ja   | Datei hochladen | Bauernhofanlage, Zechner mit 2 Wirtschaftsgebäuden und der Hofkapelle HERIS-ID: 27395 Objekt-ID: 23919        | Zankwarn 4 Standort KG: Zankwarn                      | Der Lungauer Gruppenhof weist zwei Kornkästen auf. Einer ist ein zweigeschoßiger Blockbau, der zweite ein dreigeschoßiger Mauerbau mit reicher Fassadenbemalung. Die Hofkapelle befindet sich weiter südlich beim Leutgebgut (Zankwarn 1). | BDA-Hist.: Q37910945 Status: Bescheid Stand der BDA-Liste: 2025-06-30 Name: Bauernhofanlage, Zechner mit 2 Wirtschaftsgebäuden und der Hofkapelle GstNr.: 1710, 1636 Hof Zechner Zankwarn            |

## Ehemalige Denkmäler
| Foto |                 | Denkmal                                                                                           | Standort                          | Beschreibung | Metadaten |
| ---- | --------------- | ------------------------------------------------------------------------------------------------- | --------------------------------- | --- | --- |
| BW   | Datei hochladen | Bauernhofanlage Schmid, Schmiedkeusche - Wohnhaus und Wirtschaftsgebäude Objekt-ID: 25508bis 2015 | Örmoos 35 Standort KG: Mariapfarr | Der Paarhof nördlich des Ortszentrums weist ein zweigeschoßiges gemauertes Querflurhaus mit Krüppelwalmdach auf. | BDA-Hist.: Q106679571 Status: Bescheid Stand der BDA-Liste: 2015-06-26 Name: Bauernhofanlage Schmid, Schmiedkeusche - Wohnhaus und Wirtschaftsgebäude GstNr.: 2468 |